# Paritta
Paritta (Pali), um termo geralmente traduzido como "proteção" ou "salvaguarda", refere-se à prática budista de recitar certos versos e escrituras com a intenção de trazer estados auspiciosos, muitos usam para trazer boa sorte ou se proteger em condições adversas. Também pode referir certos versos específicos que são recitados com esse propósito. São uma das práticas mais antigas na história do Budismo.

## Parittas
Muito usado no budismo Theravada, alguns Parittas são mais populares:
- Ratana Sutta (três tresouros)[1][2]
- Karaniya Metta Sutta (sobre amor bondade)[3]
- Mahamangala Sutta (A proteção suprema)[4]
- Dhammacakkappavattana Sutta (Discurso sobre o girar da roda do Dhamma)[5]

Entre outros.